# ستان رايت (لاعب اتحاد الرغبي)
ستان رايت (بالإنجليزية: Stan Wright)‏ هو لاعب اتحاد الرغبي نيوزيلندي، ولد في 29 سبتمبر 1978 في راروتونغا في جزر كوك.

## وصلات خارجية
- ستان رايت عل موقع إسبنسكروم (الإنجليزية)
- ستان رايت على موقع ItsRugby.co.uk (الإنجليزية)